# Station Legionowo
Station Legionowo  is een spoorwegstation in de Poolse plaats Legionowo.